# شهرستان کاتو
شهرستان کاتو (به تایلندی: กะทู้) واقع در استان پوکت تایلند است.این شهرستان دارای ۳ شهر و  ۱۴ روستا است.
| شماره. | نام    | تایلندی | تعداد روستا | جمعیت  |  |
| ------ | ------ | ------- | ----------- | ------ |  |
| ۱.     | کاتو   | กะทู้     | ۸           | ۲۰٬۲۳۹ |  |
| ۲.     | پاتونگ | ป่าตอง   | -           | ۱۷٬۸۴۳ |  |
| ۳.     | کامالا | กมลา    | ۶           | ۵٬۴۵۹  |  |